# Jocelin de Courtenay
Jocelin de Courtenay (ou Josselin ou Joscelin), né vers 1034, deuxième seigneur de Courtenay, est le fils d'Hutton de Courtenay. Il succède à son père à une date non connue.

## Mariages et descendance
En 1060, il épouse en premières noces Hildegarde de Château-Landon,, née en 1035, fille de Geoffroy II, comte de Gâtinais et de Ermengarde d'Anjou, et sœur de Geoffroy III le Barbu, comte du Gâtinais. 

Joscelin et Hildegarde ont une fille ou deux (avec peut-être Hodierne) :
- Vaindemonde de Courtenay[n 1], qui épouse Renard II, comte de Joigny[1],[5], dont :
  - Gui[5],
  - Renard[5].

Parmi ses enfants les plus âgés se trouve une fille, Hodierne de Courtenay, dont on ne sait pas si elle est issue de la première ou de la deuxième épouse de Jocelin. En 1080 ou avant, elle épouse Geoffroy II, seigneur de Joinville,,.
Il se remarie après 1065 avec Élisabeth de Montlhéry (ou Isabelle de Montlhéry),, fille de Gui Ier de Montlhéry et de Hodierne de Gometz La Ferté, (également sœur de Méli(s)sende de Montlhéry, la mère de Baudouin II de Jérusalem). Ils ont quatre ou cinq (avec peut-être Hodierne) enfants :
- Miles[8] ou Milon, seigneur de Courtenay. D'après le Europäische Stammtafeln, il contracte un premier mariage pour lequel la source primaire n'a pas été identifiée ; il épouse ensuite, avant 1110 à 1116, Elisabeth[n 5] de Nevers[10], dont :
  - Guillaume de Courtenay (-[1147/48])[10],[n 6],
  - Joscelin de Courtenay (-†[avant 1148])[10],[n 6],
  - Renaud[10] (°entre 1105 et 1120 - †27 sept 1194 ?)[11],[n 6]. Il épouse Helvise de Donjon de Corbeil (née entre 1120 et 1125 - † après 1155 ?)[12], fille de Ferry [II] de Donjon († après 1174 ?) et de sa (première ?) femme[n 7] ;
- Josselin Ier de Courtenay (mort en 1131), comte d'Édesse[13],[14] ;
- Geoffroy de Courtenay, dit Geoffroy "Charpalu" (mort à la bataille de Montferrand près de Raphania, Tripoli, en 1137 selon Guillaume de Tyr[1] ;
- Renaud (? - avant 1133), enterré à l'abbaye Saint-Jean à Sens où sa mère est devenue nonne après son veuvage[1].

La date de la mort de Josselin de Courtenay n’est pas connue, mais comme il a eu au moins quatre enfants de sa seconde femme, il vivait probablement encore en 1070 ou 1075.